# WarCry
WarCry est un groupe de power metal espagnol, originaire d'Oviedo, dans les Asturies. Mené par le guitariste, chanteur et interprète Víctor García, le groupe est formé en 2001 après le renvoi de García et du batteur Alberto Ardines du groupe Avalanch. Le groupe compte au total sept albums studio, et un album live. WarCry change constamment de formation, avec García comme seul membre constant. WarCry est l'un des groupes de heavy metal les plus importants en Espagne, récompensé à plusieurs reprises dans le pays, et en Amérique latine.

## Biographie

### Débuts (2001–2002)
En mi-2001, pendant leur période dans le groupe de power metal Avalanch, le chanteur Víctor García et le batteur Alberto Ardines décident de lancer un album avec des chansons qu'ils enregistraient pendant leur temps libre. La plupart des chansons sont écrites dans les années 1990 avec des paroles en anglais. Le duo les retranscriront en espagnol et produira l'album, avec García au chant et à la basse, à la guitare rythmique, et aux claviers. Les guitaristes Fernando Mon (ex-Avalanch), et Pablo García de Relative Silence collaborent également sur l'album aux morceaux de guitare solo. Après avoir appris l'existence du projet de García et Ardines, les autres membres d'Avalanch les renvoient du groupe. García explique avoir donné des idées de chansons au sein d'Avalanch, mais n'avoir été crédité que sur deux chansons : Aquí estaré et Por mi libertad. Aquí estaré est à peine accepté par le groupe, mais devient l'une des chansons célèbres d'Avalanch.
WarCry devient le nom du nouveau projet de Víctor García. En 1992, il forme un groupe appelé War-Cry, y jouant comme guitariste, mais le dissout en 1994 lorsqu'il devient guitariste pour Avalanch. Après son départ d'Avalanch, en février 1996, il reforme le groupe sous le nom de WarCry, et y devient cette fois interprète et chanteur. Ils enregistrent une démo intitulée Demon 97, mais se sépare une nouvelle fois un an plus tard quand Víctor revient au sein d'Avalanch. Après s'être fait expulsé d'Avalanch, Víctor montre à Ardines le nom et le logo de WarCry. Ardines les trouve « fantastiques », et convainc Víctor de reformer ce projet.
Ils sont rejoints par Pablo García et Fernando Mon, puis enregistrent leur premier album, WarCry, qui est publié le 17 avril 2002. Peu après l'neregistrement de l'album, ils sont rejoints par le bassiste Álvaro Jardón (ex-Darna). L'album est bien accueilli par la presse spécialisée, notamment par le magazine rock japonais Karma qu'il considère comme « un boost du vrai metal! », et le magazine britannique Kerrang! qui le considère comme « un très bon début d'un très bon groupe qui a étonnamment surpris du monde. » Le groupe organise des auditions pour un claviériste en juin et août 2002, et recrute Manuel Ramil Plutôt que de tourner en soutien à WarCry, le groupe enregistre de nouvelles chansons afin d'en jouer plus sur scène.

### El Sello de los tiempos(2002–2003)

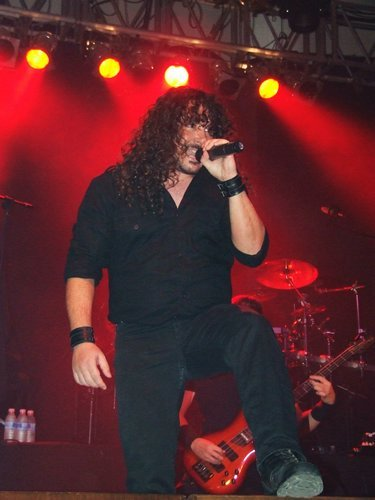
Víctor García.

Le deuxième album de WarCry, El Sello de los tiempos, est publié en décembre 2002 au label Avispa. Kerrang! explique que « le groupe mené par García et Ardines a démontré que cet album était aussi innovant que possible. » Les Radial Awards et le magazine Heavy Rock récompense WarCry dans la catégorie de « groupe révélateur de l'année ». Le groupe joue son premier concert le 13 décembre 2002 à Avilés, dans les Asturies, à commencer par la tournée El Sello de los tiempos. La tournée dure un an, et WarCry joue aux côtés de groupes de heavy metal comme Moonspell, Saratoga, Barón Rojo, Sepultura, et Rage,. Jardón quitte le groupe après la tournée, citant des problèmes personnels et des divergences musicales. Les autres membres expliquent « respecter sa décision », et que « le travail d'Álvaro au sein de WarCry a toujours été important au sein du groupe, grâce à une amitié entre partenaires. »

### Alea jacta est(2003–2004)
Les membres de WarCry annonce un nouvel album chanté en anglais, mais abandonne l'idée après le bon accueille de la version espagnole de El Sello de los tiempos en Europe centrale,. En août 2003, ils commencent l'enregistrement de son troisième album, produit par Víctor García et Ardinesaux côtés de Slaven Kolak. L'album, Alea jacta est, est mixé et édité dans son propre studio, Jaus Records, et publié le 1er janvier 2004 chez Avispa Music.
L'album est bien accueilli par la presse spécialisée, Metal Archives notant que « WarCry est devenu le plus grand groupe de metal espagnol depuis son troisième opus. » Francisco Fonseca le considère comme « le meilleur album de power metal chanté en espagnol », avec « une approche plus progressive que le power metal traditionnel. » Metal Symphony le considère comme l'« l'un des meilleurs albums de power metal espagnols de l'année. » La tournée Alea jacta est s'effectue du mars au novembre 2004 en Espagne, et fait participer des groupes comme Sôber, Abyss, et Transfer. À la première performance de la tournée, le groupe présente officiellement son nouveau bassiste Roberto García (ex-Avalanch)

### ¿Dónde está la luz?(2004–2006)
En mi-2004, le groupe s'attèle à son quatrième album, ¿Dónde está la luz?. Il est le seul album masterisé par Simón Echeverría, un producteur connu pour ses collaboration avec des groupes heavy metal grand public. Pour ¿Dónde está la luz?, Víctor García s'occupe des paroles. L'album est publié le 1er février 2005 chez Avispa, débutant 16e des classements espagnols, et noté pour son manque de double bass drum et de thèmes sociaux dans les paroles Rolling Stone et Metal Storm le déclarent comme « l'album le plus heavy de WarCry en date »,. El Gráfico pense que « le metal de WarCry se réinvente déjà bien de lui-même ». Un tel accueil positif aide WarCry à se populariser en Europe. La tournée ¿Dónde está la luz? dure pendant dix-sept mois, entre mars 2005 et août 2006. Le groupe joue plusieurs concerts en Espagne, comme au festival Viña Rock avec Sepultura, Mägo de Oz, et Los Suaves. Jouant devant plus de 15 000 spectateurs, WarCry est considété comme « un véritable machine [...] qui délivre du pur heavy metal. »
Le 25 juin 2005, le groupe participe à la deuxième édition du BullRock Festival dans les Asturies. En novembre 2005, ils jouent un concert à guichet fermé au Divino Aqualung de Madrid devant plus de 2 500 spectateurs. Cette performance est publiée en février 2006 comme album live et DVD intitulé Directo a La Luz. Il est classé premier des ventes de DVD en Espagne, et reste dans le classement pendant quelques semaines et est bien accueilli. Ils concluent l'année avec un concert à Buñol, Valence le 26 août 2006.

### La Quinta Esencia(2006–2008)
En tournée, WarCry se lance dans l'enregistrement de son cinquième album, La Quinta esencia. Il est publié le 18 septembre 2006, la même journée durant laquelle leur album Directo a La Luz est certifié disque d'or. La Quinta esencia atteint la 19e place des classements espagnols et le groupe tourne en soutien à l'album le mois suivant. En 2007, WarCry est reconnu et récompensé à plusieurs reprises ; il est cité au Rockferendum, un sondage organisé par Kerrang! et Heavy Rock et dans Metal Zone and the second edition of AMAS. En mai 2007, ils jouent au Mägo de Oz Fest au mexique avec Mägo de Oz, U.D.O., Cage, et Maligno. Le festival marque la première performance de WarCry au Mexique, devant 15 000 spectateurs. En août 2007, la chaine de radio argentine Heavy Metal Radio nomme WarCry dans la catégorie de « meilleur groupe international du mois ».
En août 2007, Víctor García annonce le départ d'Alberto Ardines et de Fernando Mon en bons termes, Ardines souhaitant se consacrer à son nouveau label et à son studio Triple A-Metal. Rafael Yugueros devient leur nouveau batteur. Entretemps, le groupe sollicite les services du guitariste José Rubio, ex-Trilogy). Ils tournent en soutien à l'album La Quinta Esencia en Espagne, tournée qui prend fin le 28 décembre 2007 avec une performance au Jamón Rock festival à Guijuelo, Salamanca.

### Revoluciónet autres (depuis 2008)
En février 2008, Manuel Ramil est renvoyé du groupe car étant incapable de participer aux enregistrement du nouvel album du groupe (Ramil vivait à Galicia, et l'album était enregistré dans les Asturies)). Ramil n'est pas persuadé que la distance physique soit la véritable raison qui ait poussée son renvoi du groupe, car le groupe travaille de cette manière depuis cinq ans. Peu après, Ramil, Ardines, Mon, et le chanteur Toni Amboaje forment un nouveau groupe appelé Sauze. Ces changements de formation forcent WarCry à repousser la date de son sixième album de mai à septembre 2008.
Le sixième album de WarCry est masterisé aux États-Unis par Tom Baker, (Alter Bridge, Avenged Sevenfold, Alice Cooper, Judas Priest, et Mötley Crüe). En 2011 sort leur nouvel album, Alfa. Il suit en 2013 de Inmortal.

## Membres

### Membres actuels
- Víctor García – chant
- Pablo García Fernández – guitare, chœurs (depuis 2002)
- Roberto García – basse, chœurs (depuis 2004)
- Rafael Yugueros – batterie (depuis 2007)
- Santi Novoa – claviers (depuis 2008)

### Anciens membres
- Manuel Ramil – claviers (2002–2008)
- Alberto Ardines – batterie (2001–2007)
- Fernando Mon – guitare, chœurs (2002–2007)
- Álvaro Jardón – basse, chœurs (2002–2004)
- José Rubio Jiménez – guitare, chœurs (2007–2009)

## Discographie
- 2002 : WarCry
- 2002 : El Sello de los tiempos
- 2004 : Alea jacta est
- 2005 : ¿Dónde está la luz?
- 2006 : La quinta esencia
- 2008 : Revolución
- 2011 : Alfa[40]
- 2013 : Inmortal[41]